# Anlagenanschluss
Ein Anlagenanschluss (international: Point-To-Point, PTP) ist ein Anschluss an ein Telefonnetz, der nicht für Endgeräte, sondern für eine Telefonanlage ausgelegt ist. Er wird hauptsächlich bei Geschäftsanschlüssen verwendet. Anlagenanschlüsse sind im ISDN für Basisanschlüsse und Primärmultiplexanschlüsse verfügbar. Dabei kann ein Anlagenanschluss aus mehreren dieser Anschlüsse bestehen.

## Aufbau der Rufnummer
Der Anlagenanschluss besteht aus der Telefonvorwahl, einer Kopf- oder Rumpfnummer und der Durchwahl. Die Nummern eines Anlagenanschlusses befinden sich meistens in einem zusammenhängenden Nummernblock, z. B. 100 Nummern von 00 - 99. In besonderen Fällen können einem Anlagenanschluss auch mehrere Nummernblöcke zugeteilt sein.

## Rufnummernanzahl
Ein Anlagenanschluss hat mindestens zehn Telefonnummern. Die Maximalanzahl der Rufnummern wird entweder aus der Anzahl der Nutzkanäle oder der Anzahl der Nebenstellen, die eine Rufnummer erhalten sollen, bestimmt.